# 미도리소즈촌
미도리소즈촌(緑僧都村)은 일본 에히메현 미나미우와군에 설치되었던 촌이다. 현재의 아이난정의 일부에 해당한다.